# 浅井猛
浅井 猛（あざい たけし、1920年1月8日 - 1991年1月11日）は、日本の学校経営者。北翔大学の基となる北海道女子短期大学の創立者。洗礼名は「ヨゼフ」。

## 来歴
東京都出身。東京高等工学校機械科を中退後、栗林商船に入社する。1947年浅井淑子と結婚。1948年栗林商船退職後、妻の企画した「北海道ドレスメーカー女学院」創立に参画。同女学院事務長・理事（ - 1951年）。1951年準学校法人浅井学園を創立し、同理事長（ - 1990年）。1963年学校法人に昇格し、理事長再任。1971年日本私立短期大学協会常任理事（ - 1988年）。学校法人北海道浅井学園理事長（ - 1991年）。1975年旭川調理専修学校校長（ - 1991年）。1984年全国専修学校・各種学校総連合会副会長（ - 1991年）。1990年学校法人浅井学園学園長（ - 1991年）

## エピソード
- 妻が学校の事業展開と服飾教育振興をしていく中で、妻の考えを理解し献身的に支えたという。妻が服飾で海外研修の折には妻に代わって子育て成していた。妻亡き後も学校を切り盛りした[3]。
- 逝去後、顕彰活動の一環として北翔大学構内の第二体育館横に妻と共に胸像が建っている。

## 受賞歴
- 北海道知事表彰（1973年）
- 文部大臣表彰（1980年、1984年、1985年）
- 藍綬褒章（1981年）
- 勲三等瑞宝章（1991年）[2]

## 家族
- 妻は、学校法人浅井学園初代学園長で専門学校北海道ドレスメーカー学院初代学院長の浅井淑子。子息に、学校法人浅井学園前理事長・北海道浅井学園大学前学長・北海道浅井学園大学短期大学部前学長の浅井幹夫。息女に、北海道ドレスメーカー学院2代学院長の浅井洋子がいる。